# Classe Dreadnought
Pour les articles homonymes, voir Dreadnought (homonymie).
La classe Dreadnought, est une classe de quatre sous-marins nucléaires lanceurs d'engins de la Royal Navy en cours de construction par BAE Systems Submarines à Barrow-in-Furness. Ces derniers doivent remplacer les sous-marins de la classe Vanguard. Le premier sous-marin de la classe doit entrer en service en 2028.

## Conception
La classe Dreadnought est conçue pour remplacer les sous-marins de la classe Vanguard qui sont depuis 1998 l'unique vecteur de l'arsenal nucléaire du Royaume-Uni. Le coût global du programme Successor est estimé à 49 milliards d’euros pour les quatre sous-marins prévus ; le premier navire doit entrer en service à la fin de la décennie 2020. Le 21 octobre 2016, le nom du premier sous-marin est annoncé, HMS Dreadnought. 
La construction par BAE Systems Submarines du HMS Dreadnought, premier sous-marin de la classe débute le 5 octobre 2016 à Barrow-in-Furness par la découpe de sa première tôle, il est mis sur cale en mars 2025.

## Caractéristiques
Leurs dimensions se rapprochent de celles des SNLE américains de la classe Ohio. Ils mesurent 152,9 m de long pour un déplacement en plongée de 17 200 t. Ils seront armés par un équipage de 130 sous-mariniers et disposeront de 12 tubes de lancement pour missiles balistiques intercontinentaux Trident 2 D-5 contre 16 pour les deux classes précédentes de SNLE britanniques.

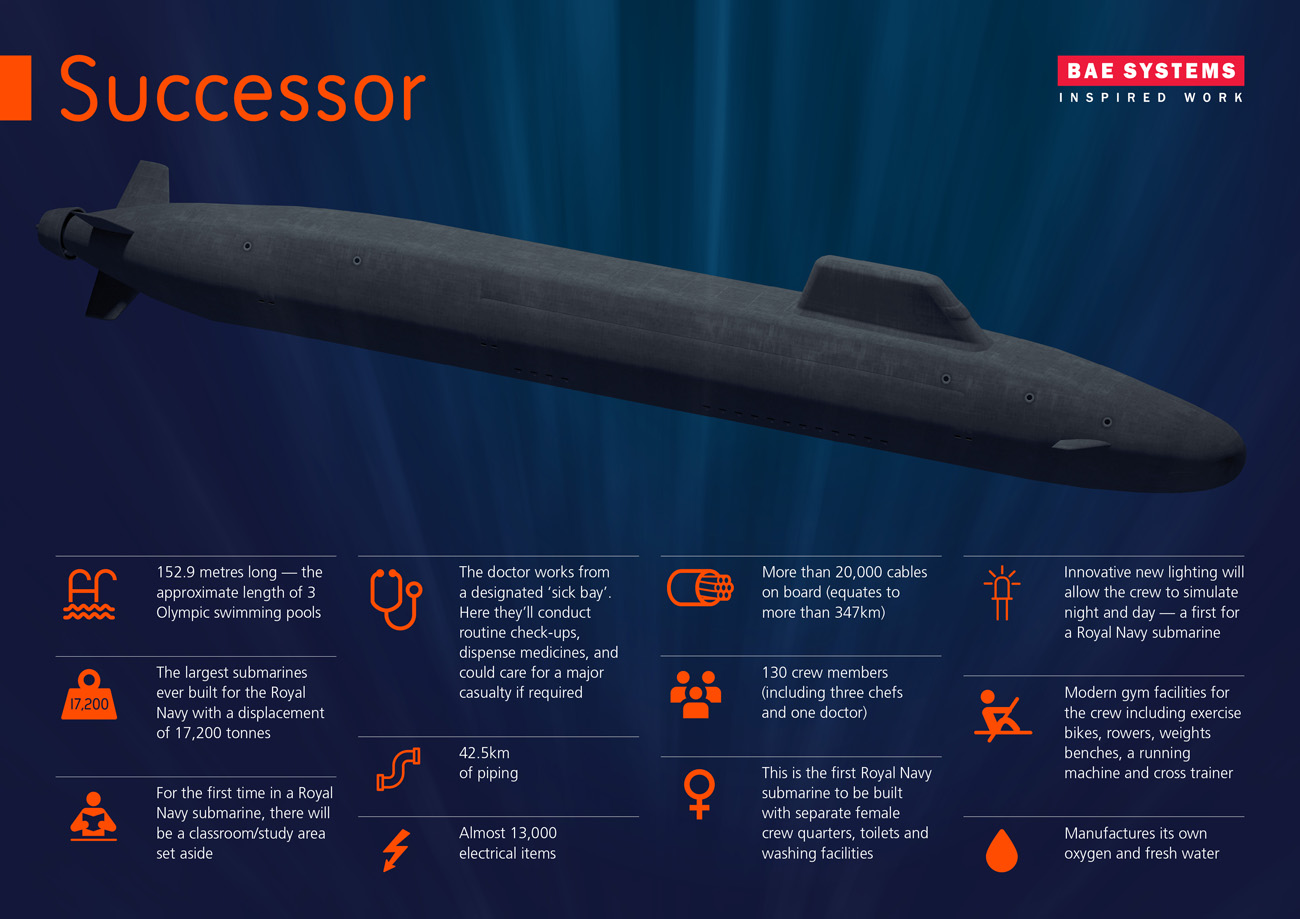
Infographie présentée en 2016.

## Liste des bâtiments
| Nom                | Numéro | Image | Chantier               | Quille | Lancement | Mise en service  | Destin |
| ------------------ | ------ | ----- | ---------------------- | ------ | --------- | ---------------- | ------ |
| HMS Dreadnought    | S32    |       | BAE Systems Submarines | 2016   |           | 2028 (prévision) |        |
| HMS Valiant        | S33    |       | BAE Systems Submarines | 2019   |           |                  |        |
| HMS Warspite       | S34    |       | BAE Systems Submarines | 2022   |           |                  |        |
| HMS King George VI | S35    |       | BAE Systems Submarines |        |           |                  |        |